# Friedrich Mampel
Friedrich Mampel (* 4. Juni 1839 in Kirchheim (Heidelberg); † 2. Juni 1911 ebenda) war ein deutscher Landwirt und Mitglied des badischen Landtags.

## Leben
Friedrich Mampel wurde als Sohn eines Bürgermeisters und Schmiedemeisters geboren. Als 1870 der Deutsch-Französische Krieg ausbrach, zog Mampel als Freiwilliger in der Proviantkolonne der 1. Infanterie-Division des preußischen Gardekorps in den Krieg. Im Jahre 1876 wurde er in die Direktion des landwirtschaftlichen Bezirksvereins Heidelberg gewählt. Von 1889 bis 1893 nahm Mampel als Mitglied der Volkskommission an der Kirchheimer Feldbereinigung statt. Neben seiner Hauptaufgabe als Landwirt engagierte er sich in der Öffentlichkeit, unter anderem als Feuerwehrhauptmann, Geschworener oder Schöffe. 1893 unterstützte Mampel die Gründung des Bundes der Landwirte (BdL), woraufhin er Vorsitzender im Bezirk Heidelberg wurde. Seit 1896 ist Mampel Anhänger der Deutsch-Sozialen Reformpartei und vertrat diese von 1897 bis 1905 als Mitglied der Zweiten Kammer der Badischen Ständeversammlung.